# John Eaton
John Eaton (Scotland Neck, 1790. június 18. – Washington, 1856. november 17.) az Amerikai Egyesült Államok szenátora (Tennessee, 1818–1821 és 1821–1829).